# Julika Hoffmann
Julika Hoffmann (* 24. Mai 1998 in Kirchzarten) ist eine deutsche Volleyball- und Beachvolleyballspielerin.

## Karriere Halle
Hoffmann spielte Volleyball in ihrer Juniorinnenzeit mit der zweiten Mannschaft von Allianz MTV Stuttgart in der 2. Bundesliga Süd. Von 2020 bis 2022 war die Universalspielerin beim Drittligisten SF Aligse aktiv. Seit 2023 spielt sie beim Zweitligisten MTV 48 Hildesheim.

## Karriere Beach
Hoffmann spielte von 2013 bis 2016 unter anderem mit Julia Wenzel einige Beachvolleyball-Nachwuchsturniere. 2017 bildete sie ein Duo mit Marie Koloseus. Hoffmann/Koloseus wurden deutsche Meisterinnen der U20 und spielten anschließend bei einigen Turnieren der Smart Beach Tour in der Qualifikation. Beim WEVZA-Turnier in Hoek van Holland wurden sie Fünfte. Dazwischen erreichte Hoffmann mit Annie Cesar den neunten Platz in Sankt Peter-Ording. Anschließend bildete Hoffmann ein neues Duo mit Sarah Schulz. Hoffmann/Schulz kamen bei der U20-Europameisterschaft in Vulcano auf den 17. Rang. Mit Cesar spielte Hoffmann ihre ersten Turniere bei der Techniker Beach Tour 2018, wobei es einen 13. Platz in Nürnberg gab. Mit ihrer Schwester Svenja wurde sie Vierte der deutschen Hochschulmeisterschaft in Bayreuth und anschließend trat sie mit Lisa-Sophie Kotzan bei der entsprechenden Weltmeisterschaft (WUC) in München an. Danach spielte Hoffmann weiter mit Schulz. Bei der Techniker Beach Tour 2018 kamen Hoffmann/Schulz auf den 13. Platz in Kühlungsborn und den neunten Rang in Sankt Peter-Ording. Ebenfalls Neunte wurden sie bei der U22-Europameisterschaft in Jūrmala. Bei der Techniker Beach Tour 2019 erreichten sie den 13. Platz in Münster und den fünften Rang in Düsseldorf. Mit Lena Ottens wurde Hoffmann Neunte in Nürnberg und Dresden. Bei der U22-Europameisterschaft in Antalya unterlagen Hoffmann/Schulz erst im Finale gegen die Russinnen Botscharowa/Woronina. In der nationalen Turnierserie folgten neunte Plätze in Sankt Peter-Ording, Fehmarn, Zinnowitz und Kühlungsborn. Außerdem nahmen Hoffmann/Schulz am 1-Stern-Turnier der FIVB World Tour in Vaduz teil. Bei der Deutschen Meisterschaft in Timmendorfer Strand erreichten sie den 13. Platz. 2020 spielte Hoffmann das erste Qualifikationsturnier für die Deutsche Meisterschaft mit Anna-Lena Grüne und seitdem auf verschiedenen Partnerinnen auf nationalen Turnieren.